# St. Georgen am Walde
St. Georgen am Walde (auch Sankt Georgen am Walde) ist eine Marktgemeinde in Oberösterreich im Bezirk Perg im Mühlviertel mit 1959 Einwohnern (Stand 1. Jänner 2024). Die Gemeinde zählt seit 2003 zum Gerichtsbezirk Perg (zuvor zum ehemaligen Gerichtsbezirk Grein). Der Standort des zuständigen Bezirksgerichts befindet sich in Perg.

## Geografie
Der Ort St. Georgen am Walde liegt auf 787 Meter Höhe im Mühlviertel. Die Ausdehnung beträgt von Nord nach Süd 8,6 und von West nach Ost 12,1 Kilometer.  Die Gesamtfläche umfasst 53,55 Quadratkilometer. Beinahe sechzig Prozent der Fläche sind bewaldet, mehr als ein Drittel wird landwirtschaftlich genutzt.
Flächenmäßig ist St. Georgen am Walde die größte Gemeinde im Bezirk Perg und hat mit dem 949 Meter hohen „Burgstall“ auch die höchste Erhebung des Bezirkes.

### Gemeindegliederung
| Katastralgemeinden                                                       | Ortschaften in der Gemeinde |
| ------------------------------------------------------------------------ | --- |
| Henndorf (17,86 km²) Linden (19,40 km²) St. Georgen am Walde (16,30 km²) | Ebenedt (ZH) Langegg (R) Steinberger (R) Großerlau (ZH) Ortner (R) Schlager (R) Haruckstein (ZH) · Henndorf (ZH) · Linden (D) Friesenegg (R) Linden-Zerstreute Häser (ZH) Panschab (R) Schöneder (R) Unterweg (R) Wetzlerhäuser (R) Ober Sankt Georgen Reichenedt (R) Sankt Georgen am Walde (M) Sankt Georgen am Walde-Zerstreute Häuser (ZH) Ottenschlag (D) Brückelwald (R) Ottenschlag-Zerstreute Häuser (ZH) Unter Sankt Georgen (ZH) |
| Legende                                                                  | |

| In der Spalte Katastralgemeinden sind sämtliche Katastralgemeinden einer Gemeinde angeführt. In der Klammer ist die jeweilige Fläche in km² angegeben. |
| In der Spalte Ortschaften sind sämtliche von der Statistik Austria erfassten Siedlungen, die auch eine eigene Ortschaftskennziffer aufweisen, angeführt. In der Hierarchieebene derselben Spalte, rechts eingerückt, werden nur Ansiedlungen, die mindestens aus mehreren Häusern bestehen, dargestellt. Die wichtigsten der verwendeten Abkürzungen sind: - M = Hauptort der Gemeinde - Stt = Stadtteil - R = Rotte - W = Weiler - D = Dorf - ZH = Zerstreute Häuser - Sdlg = Siedlung - Hgr = Häusergruppe - E = Einzelgehöft (nur wenn sie eine eigene Ortschaftskennziffer haben) Die komplette Liste der Statistik Austria ist in: Topographische Siedlungskennzeichnung nach STAT Zu beachten ist, dass manche Orte unterschiedliche Schreibweisen haben können. So können sich Katastralgemeinden anders schreiben als gleichnamige Ortschaften bzw. Gemeinden. Quelle: Statistik Austria – |

Das Gemeindegebiet umfasst folgende Ortschaften (in Klammern Einwohnerzahl Stand 1. Jänner 2024):
- Ebenedt (202) samt Langegg und Steinberger
- Großerlau (41) samt Ortner und Schlager
- Haruckstein (98)
- Henndorf (94)
- Linden (403) samt Friesenegg, Linden-Zerstreute Häuser, Panschab, Unterweg und Wetzlerhäuser
- Ober St. Georgen (194)
- Ottenschlag (218) samt Brückelwald und Ottenschlag-Zerstreute Häuser
- St. Georgen am Walde (564)
- Unter St. Georgen (145)

St. Georgen ist Mitglied des Verbandes für Regional- und Tourismusentwicklung Mühlviertler Alm.

### Nachbargemeinden
|               | Königswiesen                                | Altmelon (Niederösterreich)    |
| Pabneukirchen | Kompassrose, die auf Nachbargemeinden zeigt | Bärnkopf (Niederösterreich)    |
|               | Dimbach                                     | Dorfstetten (Niederösterreich) |

## Geschichte
Ursprünglich im Ostteil des Herzogtums Bayern liegend, gehörte der Ort seit dem 12. Jahrhundert zum Herzogtum Österreich. Im Jahr 1147 wurde St. Georgen anlässlich der Gründung des Klosters Säbnich (später Stift Waldhausen) erstmals urkundlich erwähnt. Seit 1490 wird er dem Fürstentum Österreich ob der Enns zugerechnet.
Während der Napoleonischen Kriege war der Ort mehrfach besetzt.
Seit 1918 gehört der Ort zum Bundesland Oberösterreich. Nach dem Anschluss Österreichs an das Deutsche Reich am 13. März 1938 gehörte der Ort zum Gau Oberdonau. Nach 1945 erfolgte die Wiederherstellung Oberösterreichs.

### Einwohnerentwicklung
Die leichte Zunahme der Einwohnerzahl von 1981 bis 2001 erfolgte trotz Abwanderung wegen einer stark positiven Geburtenbilanz. Diese ging nach 2001 zurück.

## Kultur und Sehenswürdigkeiten

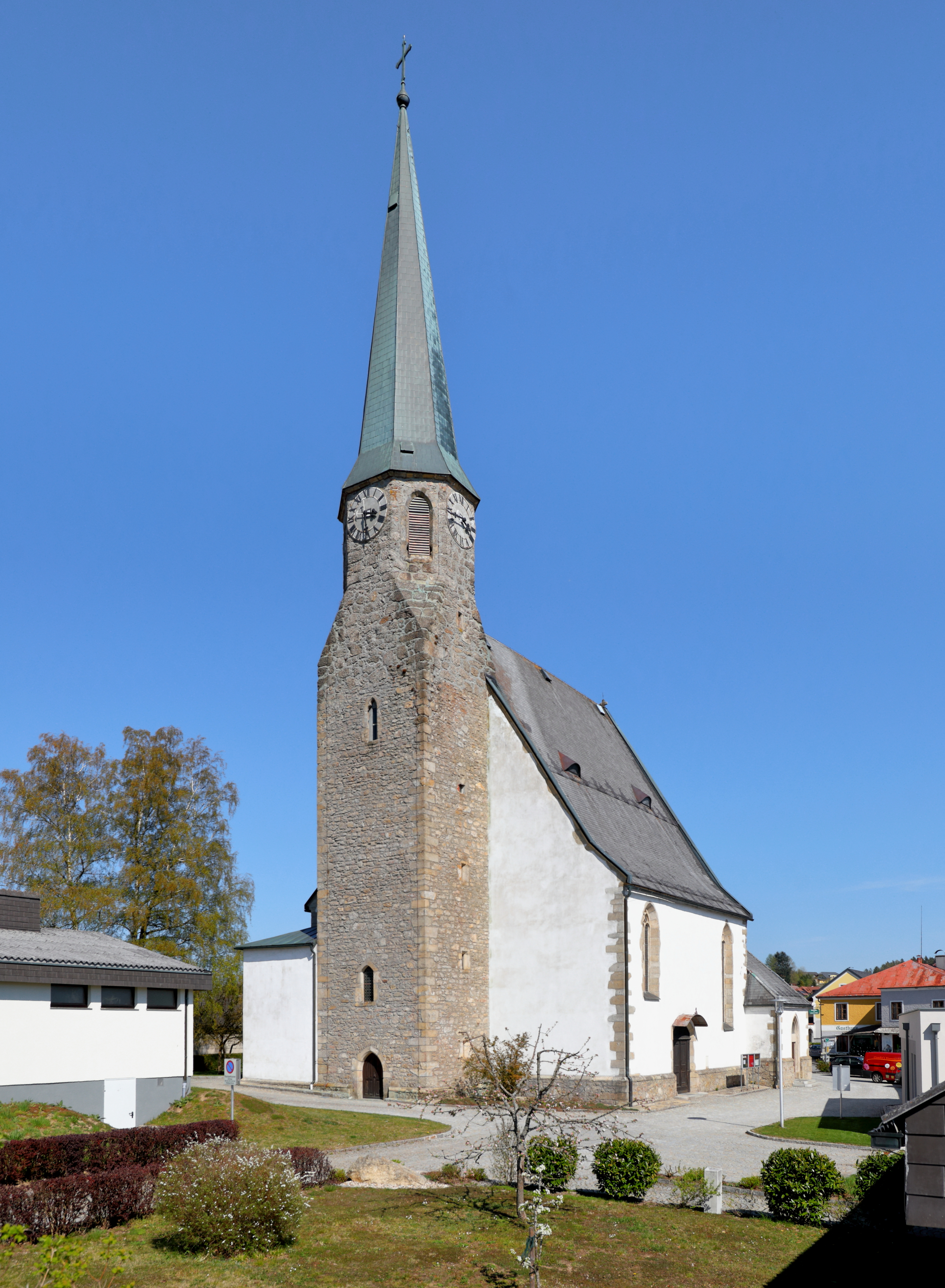
Pfarrkirche St. Georgen am Walde

- Katholische Pfarrkirche St. Georgen am Walde

## Wirtschaft und Infrastruktur

### Wirtschaftssektoren
Von den 218 landwirtschaftlichen Betrieben des Jahres 2010 wurden 75 im Haupterwerb geführt. Diese bewirtschafteten fast sechzig Prozent der Flächen. Sechzig Prozent der Produktionsbetriebe kommen aus dem Baugewerbe, der größte Arbeitgeber dieses Sektors ist jedoch die Warenherstellung. Im Dienstleistungssektor arbeitet ein Drittel der Beschäftigten in sozialen und öffentlichen Diensten (Stand 2011).
| Wirtschaftssektor            | Anzahl Betriebe | Anzahl Betriebe | Erwerbstätige | Erwerbstätige |
| Wirtschaftssektor            | 2011            | 2001            | 2011          | 2001          |
| ---------------------------- | --------------- | --------------- | ------------- | ------------- |
| Land- und Forstwirtschaft 1) | 218             | 247             | 182           | 115           |
| Produktion                   | 23              | 18              | 120           | 71            |
| Dienstleistung               | 66              | 53              | 212           | 179           |

| 1) Betriebe mit Fläche in den Jahren 2010 und 1999 Von den rund 1100 Erwerbstätigen, die 2011 in St. Georgen am Walde wohnten, arbeitete ein Drittel in der Gemeinde, zwei Drittel pendelten aus. Rund 130 Menschen aus der Umgebung kamen, um in St. Georgen zu arbeiten. | Hier fehlt eine Grafik, die leider im Moment aus technischen Gründen nicht angezeigt werden kann. Wir arbeiten daran! |

## Politik

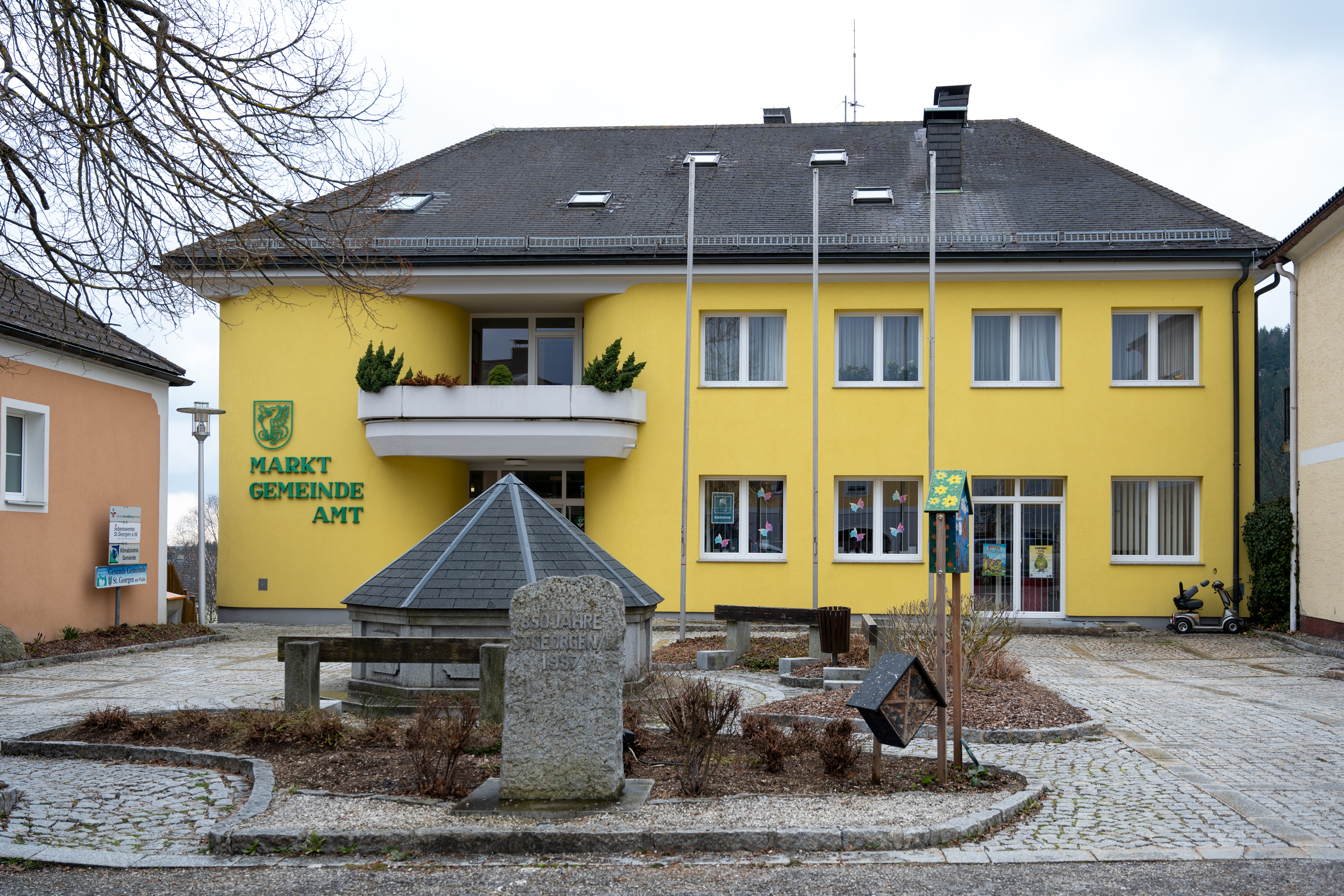
Marktgemeindeamt von St. Georgen am Walde

### Gemeinderat
Der Gemeinderat hat seit 2021 insgesamt 19 Sitze (davor 25).
- Mit den Gemeinderats- und Bürgermeisterwahlen in Oberösterreich 1997 hatte der Gemeinderat folgende Verteilung: 13 ÖVP, 10 SPÖ und 2 FPÖ.[11]
- Mit den Gemeinderats- und Bürgermeisterwahlen in Oberösterreich 2003 hatte der Gemeinderat folgende Verteilung: 13 SPÖ und 12 ÖVP.[12]
- Mit den Gemeinderats- und Bürgermeisterwahlen in Oberösterreich 2009 hatte der Gemeinderat folgende Verteilung: 13 SPÖ und 12 ÖVP.[13]
- Mit den Gemeinderats- und Bürgermeisterwahlen in Oberösterreich 2015 hatte der Gemeinderat folgende Verteilung: 10 ÖVP, 8 SPÖ, 6 LFH und 1 GNGN.[14][15]

Mit den Gemeinderats- und Bürgermeisterwahlen in Oberösterreich 2021 hat der Gemeinderat folgende Verteilung:
- 09 Mandate ÖVP
- 08 Mandate SPÖ
- 02 Mandate Liste Franz Hochstöger (LFH) (wobei nur ein Sitz besetzt ist).

### Bürgermeister
Bürgermeister seit 1850 waren:
| In Hendorf (bis zur Eingemeindung 1874) - 1850–1859 Michael Paireder - 1859–1864 Michael Haider - 1864–1867 Leopold Pilz - 1867–1873 Michael Haider - 1873–1874 Leopold Pilz | In Linden (bis zur Eingemeindung 1874) - 1850–1855 Georg Unterweger - 1855–1860 Joseph Klaus - 1860–1867 Georg Riegler - 1867–1870 Anton Haider - 1870–1873 Leopold Gruber |

In St. Georgen am Walde
- 1850–1855 Josef Pressler
- 1855–1862 Franz Grünberger
- 1862–1864 Johann Wansch
- 1864–1867 Leopold Geiger
- 1867–1870 Johann Wansch
- 1870–1873 Johann Steiner
- 1873–1880 Anton Fürnhammer
- 1880–1882 Josef Wansch
- 1882–1887 Johann Wurzer
- 1887–1900 Johann Fürnhammer
- 1900–1906 Franz Sengstbratl
- 1906–1912 Leopold Hackl
- 1912–1918 Johann Haas
- 1918–1924 Josef Fürnhammer
- 1924–1936 Florian Palmetshofer
- 1936–1938 Johann Gruber
- 1938–1938 Josef Temper
- 1938–1945 Josef Haas
- 1945–1946 Franz Pachner
- 1946–1961 Franz Leomann
- 1961–1967 Josef Haas
- 1967–1985 Franz Hahn
- 1985–1997 Ambros Klammer
- 1997–2003 Leopold Paireder
- 2003–2015 Leopold Buchberger (SPÖ)
- 2015–2021 Franz Hochstöger (LFH)[17]
- seit 2021 Heinrich Haider (SPÖ)

### Städtepartnerschaften
- Lalín in Spanien
- Lalinde in Frankreich seit 1974
- Linden/Holstein in Deutschland seit 1974
- Linden/Lubbeek in Belgien seit 1974
- Linden/Cuijk in den Niederlanden seit 1974

### Wappen
Offizielle Beschreibung des Gemeindewappens: In Gold ein grüner, rot bewehrter und feuerspeiender, schreitender Drache. Die Gemeindefarben sind Grün-Gelb.